# Homeyra
Parvaneh Amir-Afshari (en persa: پروانه اميرافشاری‎; Teherán, 17 de marzo de 1945), más conocida por su nombre artístico Homeyra (حميرا), es una cantante iraní. Es una celebridad veterana de la edad de oro de la música iraní. Según su maestra, Ali Tajvidi, su voz es de alto a soprano. Homeyra, con más de medio siglo de actividad artística, tiene una popularidad legendaria entre el pueblo iraní.